# Lammisaari
Lammisaari är en halvö i Finland. Den ligger i sjön Karhijärvi och i kommunen Björneborg i den ekonomiska regionen  Björneborgs ekonomiska region  och landskapet Satakunta, i den sydvästra delen av landet, 200 km nordväst om huvudstaden Helsingfors.